# Vangelo di Pietro
Il Vangelo di Pietro è un vangelo apocrifo con attribuzione pseudoepigrafa a Pietro apostolo. Scritto in greco e datato dalla maggior parte degli studiosi intorno alla metà del II secolo, il frammento pervenuto descrive la passione, la morte e la resurrezione di Gesù con una narrazione che scagiona Ponzio Pilato dalla morte di Gesù, attribuendone la colpa al re Erode Antipa e agli Ebrei.

## Tradizione delVangelo di Pietro
L'esistenza del Vangelo di Pietro è attestata diverse volte nella letteratura cristiana antica, ma in tutti i casi meno uno il testo non è citato né se ne racconta l'origine.
Origene (185-250) cita il Vangelo di Pietro in una sola occasione, nella sua vasta produzione. Racconta infatti l'opinione di alcuni, secondo i quali i fratelli di Gesù erano figli di Giuseppe avuti da una prima moglie, allo scopo di sostenere la dottrina della verginità perpetua di Maria. Il fatto che Origene faccia riferimento al Vangelo di Pietro «o [al] Libro di Giacomo» fa ritenere ad alcuni studiosi moderni che non conoscesse il Vangelo di Pietro di prima mano; altri ritengono che il riferimento al «Libro di Giacomo» sia invece da intendere come un riferimento al Protovangelo di Giacomo.
Nella sua Storia ecclesiastica, Eusebio di Cesarea, scrivendo dopo il 324, riporta la storia di Serapione, vescovo di Antiochia dal 190 al 203. Eusebio riproduce un brano di un'opera di Serapione (forse una lettera) intitolata Sul cosiddetto Vangelo di Pietro e indirizzata alla comunità di Rhossos, non lontana da Antiochia, nella quale il vescovo ricorda di aver visitato la comunità cristiana che adottava quel vangelo e, pur negando che il suo vero autore potesse essere l'apostolo Pietro, aveva consentito che lo si leggesse, essendo conforme alla linea ortodossa prevalente. Tempo dopo, Serapione venne informato che in realtà quel vangelo «celava un'eresia», che egli sembra attribuire a un certo Marciano, e che lui aveva individuato col docetismo. Serapione riferisce di aver letto con attenzione il vangelo e di aver avuto modo «di ritrovarvi, insieme a gran parte della vera dottrina del Salvatore, anche alcune aggiunte, che abbiamo altresì sottoposto alla vostra attenzione».
Eusebio sottolinea che a Pietro erano stati attribuiti scritti quali gli «Atti di Pietro, il Vangelo detto secondo Pietro, la cosiddetta Predicazione e la cosiddetta Apocalisse» che tuttavia «non sono stati tramandati fra gli scrittori cattolici, poiché nessuno degli scrittori ecclesiastici, antichi o moderni, ha fatto ricorso a testimonianze desunte da queste opere» e, respingendo come spuria anche la cosiddetta Seconda lettera di Pietro, conclude accettando come autentica la sola Prima lettera di Pietro.
Con la fissazione del canone dei libri ortodossi, definito nel concilio di Ippona del 399 e ottenuto in base all'elenco degli scritti formulato in una lettera del 367 da Atanasio di Alessandria, il Vangelo di Pietro e tutti gli altri scritti eterodossi, non più tramandati o distrutti, vennero presto dimenticati. Infatti, il posteriore riferimento al Vangelo di Pietro fatto nel V secolo da Teodoreto di Cirro il quale, riferendosi alla setta dei Nazarei, scrive che «essi sono Giudei che onorano Cristo e usano il vangelo chiamato secondo Pietro», è un'affermazione del tutto inverosimile, che dimostra solo come Teodoreto non conoscesse quel vangelo, come non lo conosceva Girolamo che, interpretando erroneamente il passo di Eusebio, attribuiva al vescovo Serapione il Vangelo di Pietro. Filippo di Side, infine, intorno al 430, si limita a scrivere che gli antichi «rifiutavano assolutamente il vangelo secondo gli Ebrei, quello detto di Pietro e quello di Tommaso, affermando che erano opere di eretici».
Esiste anche un reperto archeologico, datato al VI-VII secolo e pubblicato nel 1904, che dimostrerebbe come il Vangelo di Pietro, se pure in letteratura non venne più citato dal V secolo, continuò a circolare. Si tratta di un ostrakon, un frammento triangolare di ceramica di 7,5 x 10 x 12,25 cm, dove è raffigurato un uomo barbuto, che regge una croce e ha un gesto di preghiera: sopra la testa è scritto in greco «San Pietro Evangelista», mentre sul rovescio dell'ostrakon appare la scritta «Veneriamolo, riceviamo il suo Vangelo». Sembra certo, allora che «qualcuno venerava Pietro e il suo Vangelo, qualcuno che viveva in Egitto circa 400 o 500 anni dopo che Serapione aveva proibito l'uso del Vangelo; e questo egiziano non era solo, ma doveva far parte di una comunità che aveva una copia contemporanea del Vangelo e lo accettava come testo sacro. Neanche la comunità di chi scrisse l'ostrakon era isolata: un frammento del Vangelo venne seppellito, presumibilmente come oggetto caro, nella tomba di un monaco un secolo dopo o forse più. Noi avremo anche perduto il Vangelo di Pietro, ma nei primi secoli del Cristianesimo era ampiamente usato e continuò a esserlo fino all'inizio del Medioevo in alcune parti della chiesa».

## Ritrovamento
Nei primi mesi del 1887 gli scavi condotti dall'archeologo francese Eugène Grébaut non lontano dal Cairo portarono alla luce i resti della città di Akhmim. Nel cimitero cristiano fu aperta la tomba di un monaco, nella quale fu trovato un manoscritto greco risalente al VII o VIII secolo. Delle 66 pagine di cui è composto, la prima contiene una decorazione a forma di croce, dalla seconda alla dodicesima il testo identificato come frammento del Vangelo di Pietro, e nelle altre un frammento dell'Apocalisse di Pietro (greca), due passi del Primo libro di Enoch e un frammento degli Atti di san Giuliano. Il testo fu pubblicato per la prima volta a Parigi nel 1892 nelle «Mémoires publiées par les membres de la mission archéologique française au Caire». L'opera fu divisa in quattordici capitoli nell'edizione di Robinson e in sessanta versetti in quella di Harnack, che è quella comunemente seguita.
La pergamena, conservata nel Museo del Cairo e classificata come «P. Cair. 10759», è stata datata al VII–VIII secolo. Esistono altri tre brevi frammenti greci che sono accostati al codice del Cairo, dei quali solo il «P. Oxy. 2949», datato al II-III secolo e conservato ad Oxford, attiene quasi certamente al Vangelo di Pietro, riproducendone parzialmente il versetto II, 3: «[Si trovava là Giuseppe], l'amico di Pilato [e del Signore. E allorché vide che lo avrebbero crocifisso, andò da Pilato e gli chiese il corpo del Signore] per la sepoltura».

## Datazione, composizione
La datazione del Vangelo di Pietro è comunemente fatta risalire intorno al periodo 150-190, stante la sua dipendenza dai vangeli sinottici e da Giovanni, costituendo la lettera del vescovo Serapione riportata da Eusebio il termine ante quem. Chi invece non presta fede alla testimonianza di Serapione tende a spostare in avanti la data di composizione, a motivo della forte intonazione anti-giudaica del testo, che attesta sia che il vangelo fu scritto lontano dalla Palestina, sia che la rottura con gli ambienti ebraici era già stata decisamente consumata. Altri studiosi, come John Dominic Crossan, lo ritengono invece una fonte molto antica.
Secondo Maurer  esso sarebbe «un tardo sviluppo del materiale tradizionale dei quattro Vangeli canonici», mentre per Craveri «è poco più di un centone, composto con espressioni desunte indifferentemente dall'uno o dall'altro dei Vangeli canonici, senza particolari motivi dottrinali che giustifichino tale scelta. I ritocchi e le aggiunte servono soltanto, nelle intenzioni dell'autore, a convalidare e a colorire meglio il racconto canonico». Per Cattaneo vi si trovano tracce di docetismo.
Il Vangelo di Pietro dice esplicitamente di essere un'opera di Pietro apostolo:
(Vangelo di Pietro, VII, 26)
(Vangelo di Pietro, XIV, 60)
Quello di associare un testo al nome di un apostolo era una pratica comune che serviva a dare all'opera maggiore autorevolezza. Poiché il consenso degli studiosi considera il Vangelo di Pietro composto molti anni dopo la morte dell'apostolo, l'opera è ritenuta pseudoepigrafica; si potrebbe però trattare del più antico scritto tuttora esistente prodotto e fatto circolare sotto l'autorità di Pietro.

## Contenuto
Il frammento di Akhmim inizia subito dopo il lavaggio delle mani da parte di Ponzio Pilato (l'episodio, non conservatosi, è intuibile dal resto del testo), racconta il processo, la morte e la resurrezione di Gesù e termina con Pietro, Andrea e Levi, probabilmente l'inizio del racconto dell'apparizione di Gesù risorto al lago di Tiberiade.
Caratteristico del vangelo è il violento anti-giudaismo, tanto che la responsabilità della condanna di Gesù è fatta risalire, anziché a Ponzio Pilato e ai Romani, direttamente a Erode, il quale consegna Gesù agli Ebrei che lo dileggiano, lo flagellano e infine lo crocifiggono. 
I caratteri di docetismo denunciati da Serapione - il quale dovrebbe tuttavia aver letto l'intero vangelo - sono piuttosto vaghi nel frammento pervenuto: potrebbero essere individuati in IV, 10, in cui, mentre viene inchiodato alla croce, diversamente dai sinottici, Gesù «taceva, come se non sentisse alcun dolore». Anche il momento della morte di Gesù (V, 19) può essere interpretato in chiave docetica: «Forza mia, forza mia, mi hai abbandonato! - E detto questo, fu assunto» potrebbe indicare l'abbandono, prima della morte, del corpo di Gesù da parte del «Cristo divino» e il suo ritorno in cielo.
La parte più originale è la descrizione della risurrezione di Gesù, quale non si trova in nessun altro vangelo. Benché sia sabato - in contrasto con il ritualismo giudaico - una gran folla viene a vedere la tomba sigillata (IX, 34), quasi che l'autore volesse fugare ogni dubbio sulla realtà della prossima resurrezione. Durante la notte, alla presenza dei soli soldati e degli anziani, «due giovani» (X, 37-42) scendono dal cielo, la pietra che chiude il sepolcro rotola via da sé ed essi entrano nel sepolcro, per riuscirne sorreggendo «un altro uomo», seguiti «da una croce». La testa dei due giovani arriva al cielo, mentre quella «di colui che conducevano per mano oltrepassava i cieli». A questo punto una voce parla dai cieli, ed è la croce a rispondergli.

### Riferimenti
1. ↑   Lee Internet Archive, The case for Christ : a journalist's personal investigation of the evidence for Jesus, Grand Rapids, MI : Zondervan : Willow Creek, 1998, ISBN 978-0-310-61003-8. URL consultato il 14 agosto 2022.
2. ↑   Walter Richard Cassels, Supernatural Religion: An Inquiry Into the Reality of Divine Revelation ..., Longmans, Green, and Company, 1874,  pp. 419-422.
3. 1 2  Schneemelcher, p. 217.
4. ↑  John Painter, Just James, Continuum International Publishing Group, 2005, ISBN 0567041913, p. 201.
5. ↑  Eusebio, Storia ecclesiastica, VI, 12, 2-6
6. ↑  Eusebio, VI, 12, 6
7. ↑  Storia ecclesiastica III, 3, 1-4
8. ↑  Haereticarum fabularum compendium II, 2
9. ↑  De viris illustribus, I
10. ↑  Storia ecclesiastica, frammento
11. ↑  B. D. Erhman, I Cristianesimi perduti, p. 45
12. ↑  Paul Foster, The Gospel of Peter Introduction, Critical Edition and Commentary, Leiden, Brill, 2010, p. 172: "Thus a date of composition during the period 150–190 CE seems the most sensible suggestion."
13. ↑  John Dominic Crossan, Four Other Gospels: Shadows on the Contours of Canon (Minneapolis, Winston, 1985), 125-181; citato in Painter, p. 201.
14. ↑  C. Maurer, Das Petrusevangelium, in E. Hennecke, Neuetestamentliche Apokryphen, Tübingen 1959
15. ↑  M. Craveri, I Vangeli apocrifi, Torino 2005
16. ↑  (IT)  Enrico Cattaneo, Patres ecclesiae. Un'introduzione alla teologia dei padri della Chiesa, 2007, Il pozzo di Giacobbe.
17. ↑   Lee Strobel, The Case for Christ, Grand Rapids, Michigan, Zondervan, 1998,  p. 27, ISBN 0-310-22655-4.